# Saint-Pé-Saint-Simon
Saint-Pé-Saint-Simon è un comune francese di 221 abitanti situato nel dipartimento del Lot e Garonna nella regione della Nuova Aquitania.

## Società

### Evoluzione demografica
Abitanti censiti